# Szvorényi Mihály
Szvorényi Mihály (József) (Enyicke, 1750. szeptember 15. – Keszthely, 1814. október 26.) római katolikus pap, magyar egyházi jogász, egyetemi tanár.

## Élete
A középiskoláit Kassán, Gyöngyösön és Szatmárnémetiben, a teológiát 1769-től Bécsben végezte. Káplán lett Szentbenedeken. A teológiai tanulmányai után 1777 és 1798 között egyetemen tanított Budán, majd 1784-ben Zágrábban és 1786-től Pesten is. 1788-ban pozsonyi, 1790-ben veszprémi tanár.
1798-tól karádi plébános lett. 1808. szeptemberétől gróf Festetics György a hahóti apátság és a keszthelyi plébánia élére nevezte ki. 1814. október 26-án halt meg Keszthelyen.

## Művei
A tanár teológiai munkáin kívül egyházjogi műveket is írt.
- Jus publicum commurte et particulare... (I.-II. kötet, Veszprém, 1803)
- Jus privatum Ecclesiae Hungaricae (I. – III. kötet, Veszprém, 1804 – 1805)
- Synopsis critico – historico decretorum synodalium pro Ecclesia Hungaro – Catholica editorum... (Veszprém, 1807)